# Pau dos Ferros (microregio)
Pau dos Ferros is een van de 19 microregio's van de Braziliaanse deelstaat Rio Grande do Norte. Zij ligt in de mesoregio Oeste Potiguar en grenst aan de microregio's Chapada do Apodi, Umarizal, Catolé do Rocha (PB), Sousa (PB), Cajazeiras (PB), Serra de São Miguel en Serra do Pereiro (CE). De microregio heeft een oppervlakte van ca. 2.673 km². In 2006 werd het inwoneraantal geschat op 116.160.
Zeventien gemeenten behoren tot deze microregio:
- Alexandria
- Francisco Dantas
- Itaú
- José da Penha
- Marcelino Vieira
- Paraná
- Pau dos Ferros
- Pilões
- Portalegre
- Rafael Fernandes
- Riacho da Cruz
- Rodolfo Fernandes
- São Francisco do Oeste
- Severiano Melo
- Taboleiro Grande
- Tenente Ananias
- Viçosa

Mesoregio's: Agreste Potiguar · Central Potiguar · Leste Potiguar · Oeste Potiguar

Microregio's: Angicos · Agreste Potiguar · Baixa Verde · Borborema Potiguar · Chapada do Apodi · Litoral Nordeste · Litoral Sul · Macaíba · Macau · Médio Oeste · Mossoró · Natal · Pau dos Ferros · Seridó Ocidental · Seridó Oriental · Serra de São Miguel · Serra de Santana · Umarizal · Vale do Açu